# 京特·修德
京特·修德（德語：Günther Schödel，1922年8月5日—2015年12月22日），德國外交官。曾任西德駐華大使、慕尼黑工業大學巴伐利亞公共政策學院講師。1980年，時任西德駐華大使的修德救起一名落水男孩，與妻子照料救助之使其脫險。